# Турнір газети «Советский спорт» 1988
31-й турнір на призи газети «Советский спорт» проходив з 21 по 27 серпня 1988 року в Києві, Челябінську, Ризі й Свердловську. У змаганнях брали участь 19 клубних команд з чотирьох країн і дві національні збірні. Переможці: «Крила Рад», «Спартак», «Динамо» (Рига) і «Хімік».

## Київ
| М | Команда                | І | Пер | Н | Пор | Ш       | О |
| - | ---------------------- | - | --- | - | --- | ------- | - |
| 1 | «Крила Рад» (Москва)   | 5 | 4   | 1 | 0   | 27 — 17 | 9 |
| 2 | «Сокіл» (Київ)         | 5 | 4   | 0 | 1   | 27 — 13 | 8 |
| 3 | «Динамо» (Харків)      | 5 | 3   | 0 | 2   | 22 — 19 | 6 |
| 4 | ВСЖ (Кошице)           | 5 | 2   | 0 | 3   | 30 — 17 | 4 |
| 5 | ШВСМ (Київ)            | 5 | 1   | 1 | 3   | 19 — 29 | 3 |
| 6 | «Сайпа» (Лаппеенранта) | 5 | 0   | 0 | 5   | 11 — 41 | 0 |

Результати матчів:
- «Крила Рад»: «Сокіл» — 3:2, «Динамо» (Харків) — 8:3, ВСЖ — 4:3, ШВСМ — 3:3, «Сайпа» — 9:6.
- «Сокіл»: «Динамо» (Харків) — 5:2, ВСЖ — 4:3, ШВСМ — 7:4, «Сайпа» — 9:1.
- «Динамо» (Харків): ВСЖ — 4:3, ШВСМ — 7:3, «Сайпа» — 6:0.
- ВСЖ: ШВСМ — 10:3, «Сайпа» — 11:2.
- ШВСМ: «Сайпа» — 6:2.

Лауреати турніру: воротар — Юрій Шундров («Сокіл»), захисник — Моймир Божик (ВСЖ), нападник — Сергій Одинцов («Крила Рад»), бомбардир — Петер Сланіна (ВСЖ).
Склади команд-учасниць:
| 1. «Крила Рад» |
| Воротарі: Олег Браташ, Сергій Дроздов. Захисники: Дмитро Миронов, Андрій Смирнов, Костянтин Курашов, Сергій Макаров, Сергій Дегтярьов, Валерій Бондарєв, Ігор Ромашин, Юрій Страхов, Федір Канарейкін, Олександр Лисенко. Нападники: Сергій Нємчинов, Сергій Золотов, Михайло Панін, Сергій Пряхін, Сергій Одинцов, Сергій Харін, Олександр Кожевников, Ігор Єсмантович, Євген Штепа, Юрій Хмильов, Іван Авдєєв.                                                                                                |
| 2. «Сокіл» |
| Воротарі: Павло Михоник, Юрій Шундров. Захисники: Валерій Шахрай, Олександр Менченков, Анатолій Доніка, Сергій Горбушин, Андрій Овчинников, Володимир Кирик, Валерій Ширяєв, В'ячеслав Свиридов, Сергій Лубнін. Нападники: Едуард Валіуллін, Анатолій Степанищев, Анатолій Найда, Петро Малков, Раміль Юлдашев, Микола Наріманов, Євген Аліпов, Олег Мудров, Євген Шастін, Володимир Якимов, Олег Синьков, Олексій Кузнецов, Валерій Ботвинко.                                                                  |
| 3. «Динамо» (Харків) |
| Воротарі: Олександр Васильєв, Костянтин Капкайкін, Геннадій Ушаков. Захисники: Андрій Бущан, Валерій Кузнецов, Андрій Мажугін, Анатолій Хоменко, Сергій Алексєєв, Олег Шаргородський, Володимир Любкін, Віктор Глушенков. Нападники: Олексій Трасеух, Ігор Коржилов, Андрій Сидоров, Валерій Чорний, Владислав Єршов, Костянтин Буценко, Анатолій Варивончик, Геннадій Кожокін, Михайло Анферов, Ігор Фуніков, Олександр Печенєв, Альфред Юнусов, Сергій Повечеровський, Віталий Карамнов, Геннадій Самойленко. |
| 4. ВСЖ (Кошице) |
| Воротарі: Павел Шварний, Яромір Драган. Польові гравці: Мирослав Данко, Петер Сланіна, Маріан Марцишко, Роберт Заруба, Мілан Сташ, Вітезлав Світек, Єнек Вага, Мілан Янчушка, Петер Бондра, Ладислав Майорчик, А. Бактанус, Вільям Белас, Юрай Бондра, Моймир Божик, Їржі Талпаж, Отакар Сікора, Мілан Жабка, Ян Водила, І. Стефанович, Петер Веселовський. |
| 5. ШВСМ (Київ) |
| Воротарі: Андрій Карпов, Євген Бруль, Сергей Ткаченко. Захисники: В'ячеслав Тимченко, Олег Васюнін, Андрій Соболєв, Олег Посметьєв, Андрій Олексієнко, Олександр Савицький. Нападники: Василь Василенко, Михайло Фадєєв, Андрій Овчинников, Геннадій Котенок, Олег Туришев, Олександр Куликов, Олег Балабан, Андрій Гольцев, Валентин Олецький, Анатолій Зоров, Ігор Юрченко, Сергій Давидов, Вадим Боровський, Олексій Олексієнко, Вадим Кулабухов, Андрій Мірошниченко, Ігор Сливинський.                     |
| 6. «Сайпа» |
| Воротарі: Янне Валтонен, Харрі Теммірусу. Польові гравці: Міка Сегерман, Петрі Перонмаа, Веса Руотсолайнен, Кейо Таскула, Соей Лапрі, Стівен Гаррісон, Акі Сегерман, Міка Таскула, Матті Неволяйнен, Марко Екк, Мікко Ніємінен, Ярко Пакканен, Т. Таканен, Т. Рехунек, Д. Костинський, Хейккі Мялкія, Петрі Хал, Йодль Вілякайнен, Ю. Йокіхарю, Калеві Кірманен, Стів Гатзос, Рейо Мансікка, Т. Каннусен. |

## Челябінськ
| М | Команда                 | І | Пер | Н | Пор | Ш       | О |
| - | ----------------------- | - | --- | - | --- | ------- | - |
| 1 | «Спартак» (Москва)      | 4 | 3   | 0 | 1   | 25 — 8  | 6 |
| 2 | «Торпедо» (Горький)     | 4 | 6   | 0 | 1   | 15 — 8  | 6 |
| 3 | «Металург» (Челябінськ) | 4 | 3   | 0 | 1   | 16 — 14 | 6 |
| 4 | «Трактор» (Челябінськ)  | 4 | 1   | 0 | 3   | 7 — 15  | 2 |
| 5 | Польща                  | 4 | 0   | 0 | 4   | 7 — 25  | 0 |

Лауреати турніру: воротар — Віктор Демченко («Металург»), захисник — Володимир Тюриков («Спартак»), нападник — Павло Єзовських («Трактор»), бомбардир — Віталій Прохоров («Спартак»).

## Рига
| М | Команда               | І | Пер | Н | Пор | Ш       | О |
| - | --------------------- | - | --- | - | --- | ------- | - |
| 1 | «Динамо» (Рига)       | 5 | 4   | 0 | 1   | 24 — 12 | 8 |
| 2 | «Динамо» (Мінськ)     | 5 | 4   | 0 | 1   | 25 — 12 | 8 |
| 3 | «Торпедо» (Ярославль) | 5 | 3   | 0 | 2   | 14 — 11 | 6 |
| 4 | ТПС (Турку)           | 5 | 2   | 0 | 3   | 15 — 15 | 4 |
| 5 | МОДО (Ерншельдсвік)   | 5 | 1   | 1 | 3   | 13 — 20 | 3 |
| 6 | РВШСМ (Рига)          | 5 | 0   | 1 | 4   | 12 — 33 | 1 |

Лауреати турніру: воротар — Тоні Лехконен (ТПС), захисник — Дмитро Єрастов («Динамо» Мн), нападник — Сергій Скосирєв («Динамо» Р), бомбардир — Андрій Ковальов («Динамо» Мн).

## Свердловськ
| М | Команда                | І | Пер | Н | Пор | Ш       | О  |
| - | ---------------------- | - | --- | - | --- | ------- | -- |
| 1 | «Хімік» (Воскресенськ) | 6 | 5   | 1 | 0   | 54 — 14 | 11 |
| 2 | «Автомобіліст»         | 6 | 3   | 2 | 1   | 47 — 16 | 8  |
| 3 | СКА (Ленінград)        | 6 | 2   | 1 | 3   | 34 — 28 | 5  |
| 4 | Румунія                | 6 | 0   | 0 | 6   | 7 — 84  | 4  |

Лауреати турніру: воротар — Олексій Червяков («Хімік»), захисник — Ілля Бякін («Автомобіліст»), нападник — Олег Старков («Автомобіліст»), бомбардир — Сергій Осипов («Автомобіліст»).